# Arthur Abrahams
Arthur Abrahams (ur. 6 listopada 1955 w Cheltenham) – australijski kierowca wyścigowy.

## Biografia
Jest synem Lou. Na początku lat 80. rywalizował m.in. w serii Australian Endurance Championship, zajmując w niej piąte miejsce w 1982 roku. W sezonie 1985 podjął z Cheetahem starty w Australijskiej Formule 2. W debiutanckim sezonie zajął czwarte miejsce, natomiast rok później odniósł pierwsze zwycięstwo w serii i był piąty w klasyfikacji końcowej. W 1987 roku wygrał jeden wyścig, zdobył pięć podiów i został mistrzem serii. Po krótkim okresie startów prototypami, w 1989 roku zadebiutował w American Racing Series. W 1991 roku powrócił do startów w Australii, a w latach 1994–1996 ścigał się w Formule Holden. Następnie był właścicielem zespołu w Formule Holden, po czym skupił się na prowadzeniu rodzinnej firmy Loucom Group.